# Anthony Schwartz
Anthony Schwartz (Pembroke Pines, 5 settembre 2000) è un giocatore di football americano ed ex velocista statunitense che milita nel ruolo di wide receiver per i Miami Dolphins della National Football League (NFL).

## Carriera

### Cleveland Browns
Schwartz al college giocò a football ad Auburn. Fu scelto nel corso del terzo giro (91º assoluto) nel Draft NFL 2021 dai Cleveland Browns. Debuttò come professionista nella gara del primo turno contro i Kansas City Chiefs facendo registrare 3 ricezioni per 69 yard. La sua stagione da rookie si concluse con 10 ricezioni per 135 yard e un touchdown in 14 presenze, 2 delle quali come titolare.

### Miami Dolphins
Il 13 novembre 2023 Schwartz firmò con la squadra di allenamento dei Miami Dolphins. Il 15 gennaio 2024 firmò un nuovo contratto come riserva. Il 25 agosto 2024 fu inserito in lista infortunati.